# Perna e Cola
Perna e Cola è una commedia religiosa plurilingue degli inizi del XIX secolo di cui non si conosce l'autore.
Alcuni personaggi parlano in italiano, un personaggio, Ciciello, usa il napoletano, altri usano il dialetto nord-salentino di Mesagne (provincia di Brindisi). È un rifacimento, in chiave locale, della Cantata dei Pastori di Andrea Perrucci e riveste una notevole importanza in quanto contribuisce a delineare la storia linguistica del Salento.